# 天主教乌特勒支总教区

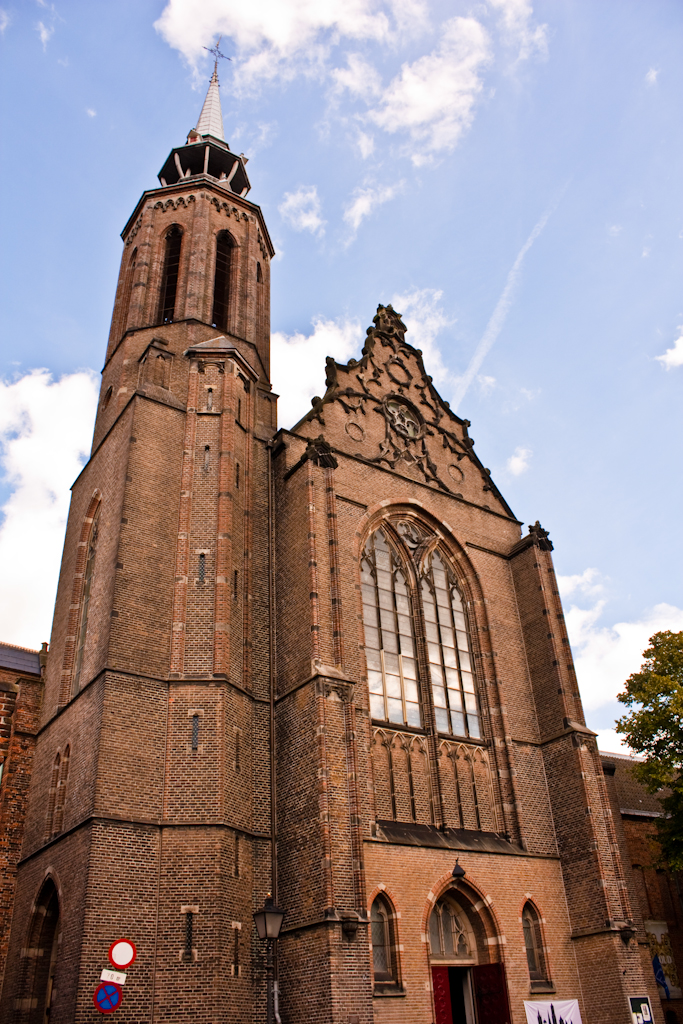
烏特勒支聖加大肋納主教座堂

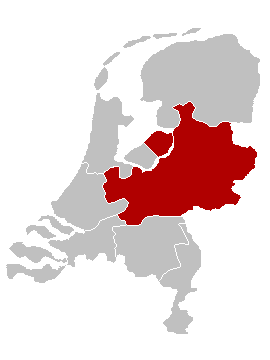
烏特勒支總教區管轄範圍圖

烏特勒支總教區（拉丁語：Archidioecesis Ultraiectensis）是天主教會在荷蘭唯一的總教區，位於荷蘭中部與東部，教座設於烏得勒支的聖加大肋納主教座堂。身為教省首府，其下轄荷蘭境內的6個教區。

## 歷史
695年，烏特勒支教區成立，當時的教座設於聖馬丁主教座堂（10世紀起）；1024年成為采邑主教區乌得勒支主教区（至1528年為止），1559升格為總教區。由於宗教改革的影響，該教區自1580年起就處於教座出缺狀態，因此教宗克雷芒八世在1592年在原本的烏特勒支教省改設荷蘭傳教區（成立時為宗座代牧區，1727年由教宗本篤十三世降格為自治傳教區），期間發生了1723年舊天主教會與聖座的分裂。荷蘭在1848年修憲開放教會組織自由後，教宗庇護九世批准荷蘭在1853年恢復聖統制，烏特勒支總教區也在該年的3月4日重新成立，教座則改置於聖加大肋納主教座堂。
至2011年，該教區有754,000名教友，估轄區總人口18.8%，有232個堂區、385名司鐸、85名終身執事、305名修士、633名修女。現任總主教為威廉·艾伊克樞機，榮休總主教為阿德里安努斯·約翰內斯·西蒙尼斯樞機。